# Joseph Brennan (Politiker)
Joseph Brennan (irisch Seosamh Ó Braonáin; * 14. Februar 1912; † 13. Juli 1980) war ein irischer Politiker der Fianna Fáil sowie Vorsitzender (Ceann Comhairle) des Unterhauses (Dáil Éireann).

## Biografie
Brennan, der ursprünglich Kaufmann und Auktionator war, begann seine politische Laufbahn, als er 1951 als Kandidat der Fianna Fáil erstmals zum Abgeordneten des Unterhauses (Dáil Éireann) gewählt wurde. Dort vertrat er die Interessen von Wahlkreisen im County Donegal; zunächst von Donegal West, von 1961 bis 1969 von Donegal South-West und schließlich von 1969 bis 1977 von Donegal-Leitrim. Von 1977 bis zu seinem Tod vertrat er Donegal. Bis 1977 war auch der spätere Unterhaussprecher Cormac Breslin Vertreter dieser Wahlkreise.
Von Juli 1959 bis Oktober 1961 war er zunächst Parlamentarischer Sekretär bei Finanzminister James Ryan. Anschließend war er bis April 1965 nicht nur Parlamentarischer Sekretär bei Premierminister (Taoiseach) Seán Lemass, sondern auch Parlamentarischer Sekretär bei Verteidigungsminister Gerald Bartley sowie Hauptgeschäftsführer der Regierungsfraktion im Unterhaus (Government Chief Whip). Premierminister Lemass ernannte ihn dann nach der Unterhauswahl am 21. April 1965 zum Minister für Post und Telegrafie.
Nach dem Amtsantritt von Lemass Nachfolger als Premierminister, Jack Lynch, wurde er anschließend am 10. November 1966 Minister für soziale Wohlfahrt und behielt dieses Amt bis zum 2. Juli 1969. Im Rahmen einer Kabinettsumbildung übernahm er dann zunächst das Amt des Arbeitsministers, ehe er am 9. Mai 1970 wieder Minister für soziale Wohlfahrt wurde. Dieses Amt hatte er dann bis zum Ende von Lynchs Amtszeit am 14. März 1973 inne.
Am 5. Juli 1977 wurde Brennan dann als Nachfolger von Seán Treacy Vorsitzender (Ceann Comhairle) des Unterhauses (Dáil Éireann) und übte das Amt des Parlamentspräsidenten bis zu seinem Tode aus. Brennan war der erste und bisher einzige Parlamentssprecher Irlands, der im Amt verstorben ist. Die durch seinen Tod notwendig gewordene Nachwahl zur Neubesetzung des vakanten Sitzes im Dáil Éireann gewann sein Parteikollege Clement Coughlan.